# John Gorrie
John Gorrie (ur. 3 października 1802 na Nevis, Saint Kitts and Nevis, zm. 29 czerwca 1855 w Apalachicola, Floryda) – amerykański lekarz i pionier w dziedzinie chłodnictwa.

## Życiorys
Urodził się na wyspie Nevis, należącej do brytyjskiej kolonii Saint Kitts and Nevis lub w Charleston w Karolinie Południowej.
John Gorrie studiował medycynę w Nowym Jorku. Ze względu na zainteresowanie chorobami tropikalnymi praktykował w Apalachicola na Florydzie. Z czasem pełnił funkcję lekarza w dwóch szpitalach i angażował się w życie lokalnej społeczności.
Był zwolennikiem osuszania mokradeł i propagował sypianie pod moskitierami, do których to propozycji doszedł mimo braku wiedzy o mikrobiologicznej etiologii chorób.
Inny jego wynalazek polegał na zawieszaniu pod sufitem w izbach chorych naczyń z lodem. Ochładzane przezeń powietrze opadało pod własnym ciężarem na łóżka pacjentów, co miało sprawiać im ulgę i pomagać w leczeniu żółtej febry. W związku z tym zainteresował się problemem mrożenia wody, gdyż dostęp do naturalnego lodu był trudny.
Pochłonięty tym zagadnieniem, w 1839 zrezygnował z pracy w szpitalu, a w 1845 zakończył praktykę lekarską. Opracował koncepcję maszyny do produkcji lodu, uzyskując w 1851 pierwszy w USA patent na sprzęt chłodniczy. Był w tym czasie rezydentem Nowego Orleanu w Luizjanie. Maszyna wyposażona była w napędzany zewnętrznym silnikiem kompresor. Sprężone powietrze było chłodzone przez wodę omywającą zbiornik, wtrysk wody do tego zbiornika i następnie przez wodę, w której zanurzona była wężownica, transportująca powietrze do komory rozprężania. Rozprężające się powietrze chłodziło niezamarzający płyn, który z kolei doprowadzany był wężownicą do zbiornika z wodą, gdzie powstawał lód.
Próbował skomercjalizować swój wynalazek, ale starania o pozyskanie środków upadły po śmierci wspólnika. Spotkał się z oporem lobby dostawców lodu, którzy wysyłali go statkami z północy USA na południe, a także brakiem publicznego zaufania do sztucznie chłodzonego powietrza. Doprowadziło go to do ruiny finansowej, stał się ponadto obiektem krytyki. Po załamaniu się zdrowia zmarł w osamotnieniu 29 czerwca lub 16 czerwca 1855 w Apalachicola.

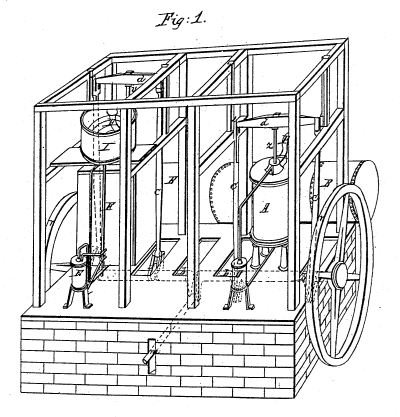
Rysunek maszyny do wytwarzania lodu z wniosku patentowego Johna Gorrie

## Upamiętnienia
Smithsonian Institution przechowuje model maszyny Gorriego, który załączył do wniosku patentowego, jak również artykuły naukowe, które o niej za życia napisał. Posąg przedstawiający Johna Gorrie znajduje się w zbiorach National Statuary Hall Collection, ofiarowany do niej przez stan Floryda w 1914 roku. Jest on wystawiony na Kapitolu jako jeden ze 100 posągów wybitnych postaci, po dwa reprezentujące każdy stan USA.